# Bálint Vázsonyi
Dans le nom hongrois Vázsonyi Bálint, le nom de famille précède le prénom, mais cet article utilise l’ordre habituel en français Bálint Vázsonyi, où le prénom précède le nom.
Bálint Vázsonyi (Budapest, 7 mars 1936 – Washington, 17 janvier 2003) est un pianiste et journaliste politique américain, d'origine hongroise. Il fait en concert une lecture chronologique du cycle des 32 sonates pour piano par Beethoven sur deux jours, à New York, à Boston et Londres. Durant les six dernières années de sa vie, il est commentateur de l'état de la politique américaine à Washington.

## Biographie

### Formation
De 1945 à 1956, Bálint Vázsonyi suit les cours de l'Académie Franz-Liszt puis obtient son diplôme. Il fait ses débuts à Budapest à 12 ans, avec le Concerto en fa mineur de Bach.
Le 15 décembre 1956, Vázsonyi fui Budapest à pied pour l'Autriche, où il devient pianiste réfugié au Philharmonia Hungarica, sous la direction d'Antal Doráti. Il étudie à l'Académie de musique de Vienne avec Richard Hauser entre 1957 et 1958 et fait ses débuts en occident au Musikverein de Vienne en janvier 1958, accompagné par l'Orchestre de la Suisse romande dirigé par Volkmar Andreae.
En 1960, il reçoit une bourse pour étudier avec Ernő Dohnányi à l'école de musique de l'université de Floride. Vázsonyi déménage aux États-Unis et passe sa maîtrise. Il figure parmi les derniers élèves de Dohnányi et ainsi Vazsonyi est l'un des derniers maillons d'une tradition qui remonte à Franz Liszt. À l'université, il rencontre une autre étudiante Dohnányi, Barbara Whittington, qu'il épouse le 26 février 1960.

### Début de carrière
Entre 1960 et 1962, Vázsonyi réside à Zurich puis à Wiesbaden, en Allemagne, donnant des concerts et enregistrement.
De 1962 à 1964, il est pianiste en résidence à la toute nouvelle académie Interlochen Center for the Arts (Michigan), où son fils Nicolas Vazsonyi naît (1963). Il est naturalisé citoyen américain à Ann Arbor (Michigan) en 1964 et reçoit la Liberty Bell Award la même année.
Entre 1964 et 1978 Vázsonyi s'installe à Londres avec sa famille, pour des cours particuliers avec la pianiste Myra Hess, de 1964, à sa mort en 1965. Il donne des concerts, en Angleterre, en Europe, en Amérique et en Afrique du Sud, l'enregistre et préside des classes de maître à l'université Harvard, Yale, Dartmouth, au Conservatoire de la Nouvelle-Angleterre, à université catholique, au Peabody et à l'université de Washington.

### Professeur
De 1978 à 1984, Vázsonyi est professeur de musique invité à l'école de musique de l'université de l'Indiana à Bloomington, outre un studio privé de piano, il mène tous les séminaires de doctorat en littérature pour piano.

### Biographie Dohnányi
En 1982, tout en continuant à enseigner à l'université d'Indiana, Bálint Vázsonyi obtient son doctorat en histoire à l'université de Budapest, fondée en partie, sur sa monographie de Ernő Dohnányi, qui a entraîné du côté de l'Académie Franz-Liszt de Budapest pour son mentor, Ernő Dohnányi, d'être déchargé en 2002 de la fausse accusation d'avoir été un sympathisant nazi après la seconde Guerre mondiale.
Outre ses activités de professeur à l'Université d'Indiana, Vázsonyi tient également une classe de maître de piano. Au cours de ces séminaires hebdomadaire, les interprétations sont critiqués par les élèves et le professeur Vázsonyi. Au fait de l'arène politique, il expose ses élèves de piano, aux réalités du climat politique international.

### Telemusic
Entre 1983 et 1992, Vázsonyi fonde et dirige Telemusic, Inc., écrit et produit, avec le vidéaste et directeur Nicolas Vazsonyi, quatre films télévisuels publiés en DVD, sur la vie de Mozart (scénarisé par Nicolas Vazsonyi), Beethoven (part européenne dirigée par Cash Baxter), Schubert et Brahms (voir ci-dessous). Avec l'acteur britannique Anthony Quayle, il conduit le spectateur à travers les villes de l'Europe à la recherche de la vie et l'âme de ces compositeurs, à l'aide de costumes, de vidéo et de musiques.

### Maire remplaçant
En 1991, le maire de Bloomington (Indiana) ayant démissionné après cent jours, Vázsonyi, sur la base de plusieurs articles publiés dans The Herald-Times de Bloomington au sujet de la première guerre du Golfe, a été recruté pour être remplaçant. Même si son adversaire a gagné la nouvelle élection, Vázsonyi a affirmé que l'expérience lui a enseigné comment l'Amérique travaille grandeur nature.

### Décanat
En 1993, Bálint Vázsonyi est doyen de la musique à la New World School of the Arts de Miami. En 1995, il est nommé senior fellow à la Potomac Fondation de McLean en Virginie et écrit son premier traité de politique, intitulé La Bataille pour l'âme de l'Amérique. Entre 1993 et 1995, il est conseiller culturel honoraire de l'Amérique pour la Hongrie et membre du conseil d'administration de la Fondation américaine Chopin et du chœur et de l'orchestre Washington Bach Consort.

### Philosophie politique
De 1995 à 2003, il s'installe à Washington en tant que senior fellow de McLean, think tank de Virginie, de la Potomac Fondation. Il fonde et dirige le Centre pour la fondation de l'Amérique, consacré le principe suivant : « Nous défendons et discutons de la pratique des questions d'intérêt national, lorsqu'ils se rapportent à des principes fondateurs de l'Amérique. Pour la poursuite du succès, nous croyons que cette nation a besoin de revenir à la règle de droit, les droits individuels, la sécurité des biens et la même identité américaine  pour tous ses citoyens. »

### Dernières années
Au cours de ces années, il a publié et donné de nombreuses conférences sur des sujets de culture et de politique, paru dans The Wall Street Journal, National Review, écrit deux fois par semaine dans les colonnes du Washington Times et a écrit chaque semaine, à l'échelle nationale pour Scripps Howard. Ses propositions pour l'application des principes fondateurs de l'Amérique à l'issue des débats nationaux ont été imprimées dans le Congressional Record, Imprimis, l'Heritage Foundation et Representative American Speeches.
Son livre, 30 ans de guerre américaine : qui est le gagnant ? [America's 30 Years War: Who is Winning?], définit la source étrangère des idées subversives de l'Amérique de la culture et de la société, a été publié par Regnery en 1998. Il était invité fréquemment sur la radio nationale pour parler et est apparu à des émissions de télévision telles que Today (NBC), Booknotes sur C-SPAN, avec Brian Lamb, Washington Journal, MSNBC, et des Insight avec Robert Novak.
En 2000, il fait une tournée des capitales des États-Unis afin de promouvoir un dialogue national, appelé réélection de l'Amérique ! Un documentaire télévisée d'une heure sur la tournée a été diffusée sur la WETA-TV, de la station PBS de Washington.
Bálint Vázsonyi meurt le 17 janvier 2003, laissant son épouse Barbara et leur fils Nicholas, avec sa femme Agnes et Balint, petit fils de Barbara.
Selon l'avis de décès du Washington Times, il a joué une fois tous les 32 sonates pour piano de Beethoven, dans l'ordre où elles ont été composés au cours d'un seul week-end (New York, 1976) et le reprend à Boston et Londres peu après. « Il possède une virtuosité transcendantale et un lyrisme moelleux typique du piano hongrois traditionnel, particulièrement efficace dans la musique de Liszt. »

## Discographie
- Liszt, Rhapsodies hongroises (1966, LP Vox STPL 512.340 / rééd.) (OCLC 3831476 et 705322104)
- Reverie, Small gems by Great Masters (1966, Allegro AR 88038 / Super majestic BBH1510) (OCLC 762197261), (BNF 38032333)
- Schumann, Scènes d'enfants ; Arabesque ; Études symphoniques (1968, LP Pye Virtuoso, TPLS 13026) (OCLC 4103331)
- Brahms, Fantaisies, op. 116 ; Klavierstücke op. 119 ; Variations sur un thème original op. 21, no 1 (1968, Pye Virtuoso TPLS 13016) (OCLC 5425049)
- Beethoven, Sonate en fa mineur, op.57 « Appassionata » (1969, Pye Virtuoso TPLS 13042)
- Liszt, Sonate en si mineur (1969, Pye Virtuoso TPLS 13042)
- Brahms, Rhapsodies, op. 79 ; Intermezzi op. 117 ; Variations et fugue sur un thème de Haendel, op. 24 (1969, Pye Virtuoso GSGC 2048)
- Dohnányi, Concerto pour piano n° 1 en mi mineur, op. 5 - New Philharmonia Orchestra, dir. John Pritchard (1972, Pye Virtuoso TPLS 13052) (OCLC 3364626) premier enregistrement
- Jolivet, Concerto pour trompette et piano - Maurice André/EDO, dir. Marius Constant (1972, DG 2530289) (OCLC 873280659)
- Chopin, Fantaisie en fa mineur, op. 49 ; Barcarolle en fa-dièse majeur, op. 60 ; Sonate en si-bémol mineur, op. 35 (1973, Pye Virtuoso TPLS 13053)
- Schubert,  Moments musicaux ; Sonate en sol majeur, D.894 (1973, Pye Virtuoso - non publié)
- Gala Concert, 12 renowned pianists perform at London's Royal Festival Hall (1975, Desmar DSM 1005)
- The Hungarians, Dohnányi — Bartok — Kodaly (1984, Pantheon PFN 1981)

## Vidéographie
- Mozart : production de Telemusic en association avec la télévision hongroise et TVOntario (VHS : MPI 1700/1989 ; DVD : Delta Music GmbH, D-50226)
- Beethoven : production de Telemusic (VHS : MPI 1701)
- Schubert : production de Telemusic en association avec la télévision hongroise et TVOntario (VHS :MPI 1702)
- Brahms: production de Telemusic en association avec la télévision hongroise et TVOntario (VHS : MPI 1703)

## Écrits
- « Schumann's Piano Cycles », dans "Schumann: The Man and his Music", Barrie & Jenkins. Londres, 1972  (ISBN 0-214-66805-3)
- "Bartok and Dohnányi" Editio Musica. Budapest, 1972
- "The 32 Piano Sonatas of Beethoven", Analytical notes for performance of the complete cycle. Londres, 1977
- « Dohnányi, Erno » dans "The New Grove Dictionary of Music & Musicians", Macmillan. Londres 1981/99  (ISBN 1-56159-239-0)
- « Bartok and the 21st Century », dans "Bartok and Kodaly revisted", Corvina. Budapest, 1985
- "Guidance Notes for Teachers" pour les VHS Telemusic de Mozart, Beethoven, Schubert, Brahms, Stylus. Londres, 1990
- « Dohnányi, Erno », dans "The New Grove Dictionary of Opera", Macmillan. Londres, 1993  (ISBN 1-56159-228-5)
- « The Battle for America's Soul », dans "The Potomac Papers, 1995 et dans "Common Sense" American Enterprise Institute. 1996
- "America on my Mind" - Selected essays, The Potomac Foundation. Washington, 1996 (OCLC 101230742)
- « Four Points of the Compass: Restoring America's Sense of Direction », dans "Representative American Speeches 1996–1997" H.W.Wilson Company. New York, 1997  (ISSN 0197-6923)
- America's 30 Years War: Who is Winning?, Regnery, 1998  (ISBN 0-89526-354-8), (OCLC 39051638)
- The pity of self-pity: The sentimentalism of music, dans "Faking It - the sentimentalism of modern society" The Social Affairs Unit. Londres  (ISBN 0-907631-75-4)
- America on my Mind - New selected essays, The Potomac Foundation. Washington, 2004  (ISBN 0-615-12753-3)